# Hajagriwa

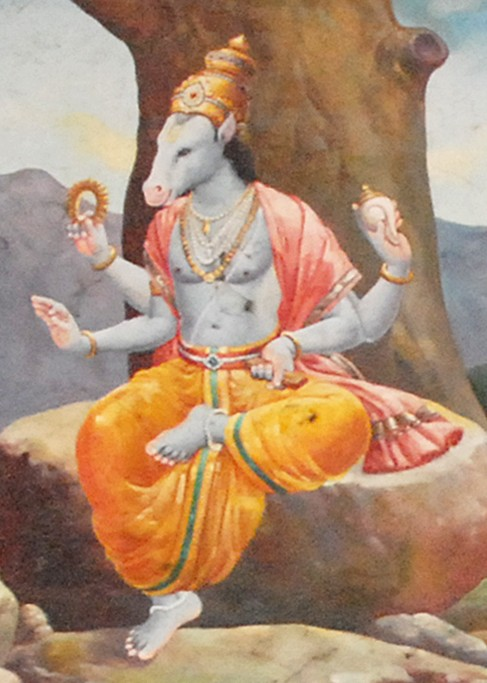
Hajagriwa

Hajagriwa (sanskryt: हयग्रीव, trl. Hayagrīva, dosłownie „końska szyja”) – w mitologii hinduskiej jeden z dajtjów, który ukradł Wedy z ust Brahmy. Został zabity przez Wisznu pod postacią ryby. Według innej wersji mitu jako człowiek o głowie konia (Hajaśirsza) uratował Wedy wykradzione przez Dajtjów. Hajagriwa
w tradycji śriwidji jest guru mędrca Agastji, któremu przekazać miał dzieło Lalitatriśatistotra.
W mitologii buddyjskiej inkarnacja Awalokiteśwary pod postacią konia. W tradycji mahajany symbolizuje gniewny aspekt Amitabhy nazywany Widjaradża.